# جاسجيت كور هاندا
جاسجيت كور هاندا (من مواليد 20 ديسمبر 1987) هي لاعبة هوكي الحقل من الهند.
شاركت في دورة الألعاب الآسيوية 2006 في الدوحة بقطر.